# Flor de mayo
Flor de mayo es una película dramática mexicana de 1959 dirigida por Roberto Gavaldón y protagonizada por María Félix, Jack Palance y Pedro Armendáriz en sus papeles principales. La cinta fue presentada en el Festival Internacional de Cine de Berlín de 1959. El guion es una adaptación del libro ‘Flor de Mayo’ del escritor español Vicente Blasco Ibáñez y de su hija Libertad, que fue la encargada de transformarlo en el guion.

## Argumento
Un marino Jim (Jack Palance) regresa al pueblo costero de Topolobampo para ver a su viejo amigo Pepe (Pedro Armendáriz). La mujer de éste (María Félix), fue un antiguo amor suyo mientras Pepe estaba en la cárcel. A causa de este antiguo romance, Pepe empieza a dudar si su hijo es hijo suyo o de Jim.

## Reparto
- María Félix - Magdalena Gombai
- Jack Palance - Jim Gatsby
- Pedro Armendáriz - Pepe Gamboa
- Carlos Montalbán - Nacho
- Domingo Soler - Sacerdote
- Jorge Martínez de Hoyos - Rafael Ortega
- Emma Roldán - Carmela
- Humberto Almazán
- Agustín Fernández
- Pedro Galván
- Enrique Lucero
- Juan Múzquiz - Pepito
- Alberto Pedret
- Paul Stewart - Pendergast
- José Torvay